# VIII. Armeekorps (Wehrmacht)
Das VIII. Armeekorps war ein militärischer Großverband der deutschen Wehrmacht, der zu Beginn des Zweiten Weltkrieges in Polen, 1940 im Westen und ab 1941 an der Ostfront eingesetzt wurde.

## Geschichte

### Aufstellung
Das Generalkommando wurde im Oktober 1934 unter der getarnten Bezeichnung "Heeresdienststelle Breslau" etabliert, aber erst ab Mai 1935 als Generalkommando VIII. A.K. bezeichnet.

### 1939
Nach der Mobilisierung wurde das VIII. Korps unter General Ernst Busch beim Angriffskrieg gegen Polen als linker Flügel der 14. Armee bei der Heeresgruppe Süd an der oberen Oder eingesetzt, unterstellt waren die 8., 28. Infanterie- und die 5. Panzer-Division, als Reserve folgte die 239. Infanterie-Division. Als rechter Nachbar fungierte das XVII. Armeekorps, mit dem im Raum Ratibor und Teschen beidseitig der unteren Weichsel der Vormarsch über Pleß auf Krakau erzwungen wurde.
Nach dem Überfall auf Polen im Oktober 1939 wurde das Generalkommando an die Westfront verlegt und zusammen mit der 4. Armee (General Günther von Kluge) im Eifelgebiet etabliert.

### 1940
Anfang Februar 1940 waren dem Generalkommando die 8., 28., 251. und 267. Infanterie-Division unterstellt. Nach Beginn von Fall Gelb am 10. Mai operierte der Großverband am nördlichen Flügel der Heeresgruppe A und begleitete den Vorstoß des XV. Armeekorps (mot.) am südlichen Maas-Ufer in Richtung auf Namur, danach weiter über Arras zur Lys. Während der zweiten Angriffsphase Fall Rot verblieb das Korps mit der 8. und 28. Infanterie-Division als Reserve der Heeresgruppe B im Raum Lens und Douai stehen.
Nach dem Waffenstillstand von Compiegne fungierte das Kommando im Bereich der 9. Armee im Raum Le Havre, um für das Unternehmen Seelöwe bereit zu stehen, mit welchem die Heeresgruppe A betraut wurde. Nach der Absage des Unternehmens verblieb das Generalkommando noch bis April 1941 an der Kanalküste stehen.

### 1941
Ab Mai 1941 erfolgte der Abtransport des VIII. Korps unter General Walter Heitz nach Ostpreußen zur neu etablierten Heeresgruppe Mitte, um an der Operation Barbarossa teilzunehmen. Am 22. Juni führten die zugewiesene 8., 28. und 161. Infanterie-Division den Vorstoß zum Njemen nach Grodno. Im Verband der 9. Armee folgten Kämpfe an der Nordfront des Kessels von Bialystok-Wolkowysk. Im August 1941 nahm das Korps an der Kesselschlacht bei Smolensk teil, ab 17. August kam es nach einem Fronteinbruch durch sowjetische Truppen im Abschnitt der 161. Infanterie-Division bei Duchowschtschina zu einer Krise, die Ende August durch das Heranziehen von Teilen der 7. Panzer-Division und 87. Infanterie-Division gemeistert wurde.
Anfang September stand das Generalkommando im Raum nordöstlich von Smolensk, linker Nachbar war das V. Armeekorps im Raum Welisch, als rechter Nachbar sicherte südlich davon, am Dnjepr, das IX. Armeekorps. Ende September waren im Raum Jarzewo unterstellt: 28. Infanterie-Division (Generalleutnant Sinnhuber), 8. Infanterie-Division (Generalmajor Höhne) und 87. Infanterie-Division (Generalleutnant von Studnitz). Nach der Beteiligung an der Kesselschlacht von Wjasma begleiteten die unterstellten Truppen am linken Flügel des VI. Armeekorps den Vorstoß zur Wolga in Richtung auf Rschew. Anfang November 1941 wurde das Korps aus der Front herausgelöst und samt unterstellter Truppen zur Heeresgruppe D nach Frankreich abtransportiert. Bis zum Februar 1942 wurde die 8. und 28. Division im Raum Paris zu Jäger-Divisionen umgerüstet und auch die 5. leichte Division zugeteilt.

### 1942
Im März 1942 wurde das Korps zurück an die Ostfront verlegt und im Raum Charkow im Rahmen der 6. Armee zur besonderen Verfügung der Heeresgruppe Süd gestellt. Während der Schlacht bei Charkow wurde die Donez-Front des VIII. Korps (113., 260. und 305. Infanterie-Division) und rumänischen VI. Korps am 12. Mai zwischen Balakleia und Isjum durch die sowjetische 6. und 57. Armee zurückgeworfen.
Das Generalkommando VIII. konnte bis Mitte Mai mit der 62. Infanterie-, 454. Sicherungs- und ungarischen 108. ungarische Division den sowjetischen Durchbruch stoppen. 
Im Zuge der Sommeroffensive (Operation Blau) wurde das Korps Ende Juni aus dem Raum Belgorod gegen den Oskol-Abschnitt angesetzt. Parallel zum Vorstoß des XXXX. Panzerkorps, wurde der Vormarsch bis Mitte Juli am südlichen Don-Ufer über den Tschir-Abschnitt bis Kletskaja vollzogen. Mitte November 1942 hielt das Generalkommando mit der 76. und 113. Infanterie-Division den Don-Abschnitt zwischen Schischikin und Kotluban. Nach dem sowjetischen Durchbruch im Raum Serafimowitsch musste das VIII. Armeekorps auf den Rossoschka-Abschnitt zurückgehen. Die zuletzt unterstellten Truppenteile (Reste der 44., 76., 113., 376. und 384. Inf.-Div.) wurden bis Januar 1943 im Kessel von Stalingrad vernichtet und gerieten in sowjetische Gefangenschaft.

### 1943
Im März 1943 wurde im Abschnitt der 16. Armee ein zunächst als Gruppe bzw. Generalkommando z. b. V. Höhne bezeichnetes neues Korps aufgestellt und im Raum von Staraja Russa unter Führung des X. Armeekorps (General der Artillerie Christian Hansen) etabliert. Nach dem Unternehmen Brückenschlag unterstanden dem Kommando südlich von Staraja Russa die 21. Luftwaffenfeld-, die 32., 329. und ab Juni auch die 122. Infanterie-Division. Am 20. Juli 1943 wurde der Stab bei der Heeresgruppe Nord wieder als Generalkommando VIII umbenannt und am 12. September als VIII. Armee-Korps bezeichnet. Mitte September 1943 waren dem Kommando im Raum Cholm unterstellt: 21. Luftwaffen-Felddivision, 32. Infanterie-Division und 5. Jäger-Division.
Am 19. November übernahm das VIII. A.K. zusätzlich die Kampfgruppe des Generalleutnant Thumm und die Polizei-Gruppe des Generalmajors Wagner (estnische 132. SS-Freiwilligen-Brigade und lettische SS-Polizei-Regiment Riga), um am bedrohten Abschnitt zwischen Pustoschka und Idriza einheitlich führen zu können. Der unterstellten 329. Infanterie-Division gelang es, das verlorengegangene Gelände zwischen Rudo- und Uschtsho-See zurückzuerobern. Zum Jahresende 1943 waren dem Kommando die 81., 132. und die 329. Infanterie-Division unterstellt.

### 1944
Noch bis März 1944 war das Korps bei der 16. Armee im Raum Newel eingesetzt, zugeteilt waren die 83. und 329. Infanterie-Division, 28. Jäger- und die 12. Panzer-Division.
Im April/Juni fungierte das Korps am südlichen Flügel der 2. Armee und hielt mit der 5. Jägerdivision die Verbindung zur ungarischen 1. Armee der Heeresgruppe Nordukraine. Infolge der Zerschlagung der Heeresgruppe Mitte und dem deutschen Rückzug nach Brest-Litowsk wurde das VIII. A.K. (5. Jägerdivision und 211. I.D.) von der sowjetischen 70. Armee über Miedzyrzec zusammen mit dem ungarischen II. Reservekorps nach Norden auf Siedlce gedrängt. Im August 1944 wechselte es zur 9. Armee an der Weichselfront im Raum Warschau um die Stellungen des XXXX. Panzer-Korps beiderseits der Pilica gegenüber dem sowjetischen Brückenkopf von Magnuszew zu halten. Im November 1944 waren dem Generalkommando die 6. und 45. Volks-Grenadier-Division und die 251. Infanterie-Division zugeteilt.

### 1945
Ab Februar 1945 zur 17. Armee gehörend, wurde das VIII. Korps in den Raum südlich der abgeschnittenen Festung Breslau verlegt. Anfang März waren dem Generalkommando im Raum Neiße die 45. Volksgrenadier-, die 100. Jäger- und die 254. Infanterie-Division unterstellt. Ende April waren die 100. Jäger- und die Kampfgruppe 20. SS-Division zugeordnet. Das Korps kapitulierte im Kessel östlich von Prag gegenüber den Sowjets.

## Führung
Kommandierende Generale
- General der Kavallerie Ewald von Kleist, 21. Mai 1935 – 3. Februar 1938
- General der Infanterie Ernst Busch 4. Februar 1938 bis 25. Oktober 1939
- General der Artillerie Walter Heitz 25. Oktober 1939 bis 31. Januar 1943
- General der Infanterie Gustav Höhne 20. Juli 1943 bis 1. April 1944
- Generalleutnant Johannes Block 1.–15. April 1944
- Generalleutnant Hans Schlemmer 15. April bis 12. Mai 1944
- General der Infanterie Gustav Höhne 12. Mai bis 10. September 1944
- General der Artillerie Walter Hartmann 10. September 1944 bis März 1945
- General der Infanterie Friedrich Wiese 19. März bis 20. April 1945
- General der Artillerie Horst von Mellenthin 20. April bis 8. Mai 1945

Chefs des Generalstabes
- Oberst i. G. Curt Bernard 15. März bis 15. Oktober 1935
- Generalmajor Erich Marcks 15. Oktober 1935 bis 5. November 1939
- Oberst i. G. Bernhard Steinmetz 5. November 1939 bis 1. November 1942
- Oberstleutnant i. G. Ulrich 1. November bis 10. Dezember 1942
- Oberst i. G. Friedrich Schildknecht 10. Dezember 1942 bis Januar 1943
- Oberst i. G. Eberhardt von Schönfeldt 12. September 1943 bis September 1944
- Oberst i. G. Hans-Adolf von Blumröder 20. September 1944 bis Mai 1945